# عدالة الملكة
عدالة الملكة (بالإنجليزية: The Queen's Justice)‏ هي الحلقة الثالثة من الموسم السابع من المسلسل الفانتازي صراع العروش، والمُقتبس من سلسلة روايات أغنية الجليد والنار للمؤلف جورج ر. ر. مارتن، وهي الحلقة رقم 63 من المسلسل ككل. عُرضت الحلقة لأول مرة في 30 يوليو 2017، على شبكة إتش بي أو المُنتجة للمسلسل، وكانت من كتابة ديفيد بينيوف، ودي. بي. وايس، ومن إخراج مارك ميلود.
يَصِل (جون سنو) إلى دراغونستون حيث يلتقي بـ (دنيرس) التي تُطالِبه بقَسَم الولاء لها، يَرفُض (جون) ذلك، ويطلب مساعدتها ضد جيش الموتى، وبعد نصيحَة (تيريون)، تسمح لهم (دنيرس) باستخراج كلس التنين الموجود في الجزيرة. كما يَصِل (بران) إلى وينترفيل ويلتقي (بسانزا) ويُخبِرها بعضاً من قواه. أما في كينغز لاندينغ، يعود (يورن) مع الهدايا (إلاريا) و(تاين ساند) التي وعد بها (سيرسي)، وهي بدورها وعدته بالزواج منها بعد انتهاء الحرب، كما أعطته تصريحاً ليكون قائداً للجيش مع جيمي، وتُعطي (تاين) نفس السُمّ الذي استُخدِم لقتل ابنتها (مارسيلا) وتُبقي على (إلاريا) لتشاهد ابنتها تموت، كما يأتي مبعوث من البنك الحديدي يُطالِب بالذهب الذي اقتَرضه آل (لانستر) سابقاً. وفي السيداتيل، يتمكّن (سام) من معالجة (جوره) ويذهب الأخير للعودة إلى (دنيرس). (غراي وورم) مع جيش المطهرين يقتحمون كاسترلي روك ويقضون على جيش اللانستر الموجودين هناك، ليكتشف بعد ذلك أن (جايمي) أخذ غالبية الجيش وتوجّه نحو هايجاردن وأن أسطول (يورن) وصل ودمّر سُفن المُطهّرين. وفي هايجاردن، ينتصر (جايمي) في المعركة ويُقابِل (أولينا مارتيل) ويقتلها بالسم، وبعد شُربِها، تُخبره أنها هي من قَتلت (جوفري)، ويقوم الجيش اللانستر بأخذ الذهب.

## الإنتاج
سيناريو الحلقة كان من كتابة ديفيد بينيوف، ودي. بي. وايس، وأُختير مارك ميلود لإخراجها. كان ب. ج. ديلون مديرًا لتصوير الحلقة، وجيسي باركر محررًا لها، أما موسيقى الحلقة التصويرية فكانت من تلحين رامين جوادي.

## نسب المشاهدة
| الموسم | الموسم | رقم الحلقة | رقم الحلقة | رقم الحلقة | رقم الحلقة | رقم الحلقة | رقم الحلقة | رقم الحلقة | رقم الحلقة | رقم الحلقة | رقم الحلقة | المتوسط |
| الموسم | الموسم | 1          | 2          | 3          | 4          | 5          | 6          | 7          | 8          | 9          | 10         | المتوسط |
| ------ | ------ | ---------- | ---------- | ---------- | ---------- | ---------- | ---------- | ---------- | ---------- | ---------- | ---------- | ------- |
|        | 1      | 2.22       | 2.20       | 2.44       | 2.45       | 2.58       | 2.44       | 2.40       | 2.72       | 2.66       | 3.04       | 2.52    |
|        | 2      | 3.86       | 3.76       | 3.77       | 3.65       | 3.90       | 3.88       | 3.69       | 3.86       | 3.38       | 4.20       | 3.80    |
|        | 3      | 4.37       | 4.27       | 4.72       | 4.87       | 5.35       | 5.50       | 4.84       | 5.13       | 5.22       | 5.39       | 4.97    |
|        | 4      | 6.64       | 6.31       | 6.59       | 6.95       | 7.16       | 6.40       | 7.20       | 7.17       | 6.95       | 7.09       | 6.84    |
|        | 5      | 8.00       | 6.81       | 6.71       | 6.82       | 6.56       | 6.24       | 5.40       | 7.01       | 7.14       | 8.11       | 6.88    |
|        | 6      | 7.94       | 7.29       | 7.28       | 7.82       | 7.89       | 6.71       | 7.80       | 7.60       | 7.66       | 8.89       | 7.69    |
|        | 7      | 10.11      | 9.27       | 9.25       | 10.17      | 10.72      | 10.24      | 12.07      | غ/م        | غ/م        | غ/م        | 10.26   |
|        | 8      | 11.76      | 10.29      | 12.02      | 11.80      | 12.48      | 13.61      | غ/م        | غ/م        | غ/م        | غ/م        | 11.99   |

## وصلات خارجية
- عدالة الملكة على موقع IMDb (الإنجليزية)
- عدالة الملكة على موقع ميتاكريتيك (الإنجليزية)
- عدالة الملكة على موقع روتن توميتوز (الإنجليزية)
- عدالة الملكة على موقع أول موفي (الإنجليزية)